# Нікмадду III
Нікмадду III (угарит.𐎐𐎖𐎎𐎄, аккад. 𒇽𒃻𒈠𒀭𒅎; д/н — бл. 1215 до н. е.) — цар міста-держави Угарит близько 1225—1215 років до н. е. Ім'я перекладається як «Адду виправдав».

## Життєпис
Походив з Аморейської династії Угаріта. Син царя Ібірану VI. Посів трон близько 1225 року до н. е. Був одружений з неназваною хетською аристократкою, можливо, представницею панівної династії Хетської держави.
За його правління посилюються напади на володіння Угариту племен «народів моря». Втім, імовірно, за допомогою хетів та сусідів протягом панування зміг відбивати напади. Також зберігав постійні торгівельні відносини з Аласією, про що свідчить лист її царя Кушмешуші, про відправлення до Угариту 950 кг міді.
Помер близько 1215 року до н. е. Йому спадкував син Аммурапі III.